# Vânju Mare
Vânju Mare is een stad (oraș) in het Roemeense district Mehedinți. De stad telt 6555 inwoners (2007).